# Onay
Onay település Franciaországban, Haute-Saône megyében. Lakosainak száma 62 fő (2022. január 1.). Onay Velloreille-lès-Choye, Champtonnay, Cresancey, Cugney, Velesmes-Échevanne és Venère községekkel határos.

## Népesség
A település népességének változása:
| Lakosok száma | 71   | 63   | 60   | 61   | 60   | 60   | 61   | 62   |
|               | 2013 | 2015 | 2017 | 2018 | 2019 | 2020 | 2021 | 2022 |